# Federico Fontanive
Federico (Chico) Fontanive (Cencenighe Agordino, 5 de agosto de 1905 – Cencenighe Agordino, 11 de agosto de 1984) fue un anarquista italiano.

## Biografía
Nació en Cencenighe Agordino el 5 de agosto de 1905, hijo de Giovanni Battista y Veronica Soppelsa. Tras el servicio militar se incorporó a los hermanos Vito y Mansueto en 1926, quienes habían emigrado dos años antes a Buenos Aires y trabajaban como albañiles. En 1930 ingresó en el Sindicato de Masones perteneciente a la Federación Obrera Regional Argentina (FORA) y realizó actividades políticas en el grupo del periódico anarquista "Sorgiamo". El 31 de enero de 1935 fue detenido en una reunión sindical acusado de propaganda anarquista y encarcelado durante una semana. 
El 12 de junio de 1936 embarcó clandestinamente hacia España, desembarcando el 4 de julio en Vigo. En agosto se alistó en la sección italiana de la columna "Ascaso" (también conocida como "Colonna Rosselli"), siendo entrenado en Barcelona para combatir la guerra civil en el frente republicano. El 20 de agosto parte hacia Huesca y participa en la Batalla de Monte Pelado. En la foto publicada por "Giustizia e Libertà" el 11 de septiembre de 1936 se encuentra en una mula detrás de Carlo Rosselli, sosteniendo una solapa de la bandera.
El 14 de septiembre de 1936 partió con la autorización escrita de Roselli para Francia. Después de cruzar clandestinamente la frontera cruzando los Pirineos a pie (no está documentado), llega a Chambéry el 2 de octubre y solicita un pasaporte en el consulado italiano local pensando que es un desconocido en los archivos de la policía política italiana; al contrario, esto se reporta. Tras la entrega del pasaporte, es detenido en Bardonecchia el 30 de octubre. Trasladado a Roma, fue sentenciado a cinco años de confinamiento político en las Islas Tremiti. El 29 de octubre de 1941 fue puesto en libertad para finalizar la detención.
De regreso en Cencenighe, sigue siendo monitoreado. En la década de 1960 participó en algunas reuniones de los Grupos Anarquistas Triveneto en Marghera en la sede del grupo “Nestor Makhno”. Murió en Cencenighe Agordino el 11 de agosto de 1984.